# Zamek w Kędzierzynie-Koźlu
Zamek w Kędzierzynie-Koźlu – zabytkowy zamek, który znajduje się w Koźlu.

## Historia
Najwcześniejsza faza zamku została najpewniej wzniesiona jako siedziba kasztelańska równocześnie z lokacją miasta przez Kazimierza opolskiego, datowaną na 1222. Pierwszym znanym jego zarządcą był kasztelan Naczesław, wzmiankowany w latach 1222–1230. Założenie wzniesiono z cegły posadowionej na fundamencie kamiennym i w pierwszej fazie składało się z późnoromańskiej wolnostojącej wieży mieszkalnej. Gdy w latach 1312–1335 miasto stało się stolicą samodzielnego księstwa kozielskiego, rządzonego samodzielnie przez Władysława od 1303, zamek rozbudowano, by mógł spełniać funkcję siedziby książęcej oraz kwatery dla drużyny, wzmiankowanej w 1283. Wieżę otoczono murem obwodowym o zarysie zbliżonym do kwadratu o wymiarach 41,5 × 42,8 m, z bramą umieszczoną od wschodu oraz wzniesioną przy narożniku południowo-wschodnim czworoboczną basztą. Na lata 1558–1562 datowana jest przebudowa w stylu renesansowym, w czasie której powstały zabudowania południowego oraz zachodniego skrzydła.